# Val d'Alpone
La Val d'Alpone è una valle veronese che confina con la provincia di Vicenza, che scorre da nord a sud ed è percorsa dall'omonimo fiume.  Essa rappresenta la più orientale di una serie di valli parallele della provincia di Verona e segna l'estrema propaggine orientale dei monti Lessini (Lessinia Orientale).

## Geografia
Essa comprende i comuni di Vestenanova, San Giovanni Ilarione, Montecchia di Crosara, Roncà e Monteforte d'Alpone; confina ad est con la Valle del Chiampo, che si trova in territorio vicentino, a ovest con la Val Tramigna e con la Val d'Illasi, a sud con la bassa veronese.
La valle prende il nome dal torrente Alpone la cui sorgente si trova nel territorio comunale di Vestenanova. La valle è famosa per i giacimenti fossiliferi di Bolca e Roncà, per il vino Soave Classico di Monteforte d'Alpone, per il vino Lessini Durello e per la fiorente produzione di olio e ciliegie.

## Turismo
Il turismo della vallata dell'Alpone da qualche anno è in costante crescita, grazie al progetto locale "Lessinia orientale Turismo le Valli di Veneto Outdoor" che sfrutta il territorio agricolo e boschivo per offrire una tipologia di turismo incentrato sui servizi enogastronomici e sportivi.